# Diamant gorja-roig
El diamant gorja-roig (Erythrura psittacea) és un ocell de la família dels estríldids (Estrildidae).

## Hàbitat i distribució
Viu a la vegetació secundària, terres de conreu, bosc obert i clars a Nova Caledònia.